# Bulbophyllum chrysocephalum
Bulbophyllum chrysocephalum là một loài phong lan thuộc chi Bulbophyllum.